# Arkoç Özcan
Arkoç Özcan (Hayrabolu (Tekirdağ), 2 december 1939 – Hamburg, 17 februari 2021) was een Turks voetbalcoach en voormalig doelman in het betaald voetbal. Hij speelde onder meer negen seizoenen voor Hamburger SV. Hij kwam negen keer uit voor het Turks voetbalelftal.

## Spelerscarrière
- Fenerbahçe SK
- Beşiktaş
- Austria Wien
- Hamburger SV

Hij stond in 1968 met Hamburger SV in de finale van de Europa Cup II waar AC Milan te sterk bleek door met 2-0 te winnen.

## Trainerscarrière
- Hamburger SV
- Holstein Kiel
- Wormatia Worms

Na zijn spelerscarrière zou hij trainer worden van Hamburger SV waar die in 1977 de UEFA Super Cup misliep na een verliespartij tegen Liverpool FC.